# دنيس كرونين
دنيس كرونين (بالإنجليزية: Dennis Cronin)‏ هو لاعب كرة قدم بريطاني في مركز الهجوم، ولد في 30 أكتوبر 1967 في آلترنكهام في المملكة المتحدة. لعب مع ستوكبورت كونتي ومانشستر يونايتد ونادي كرو ألكساندرا.